# Offroadmotor

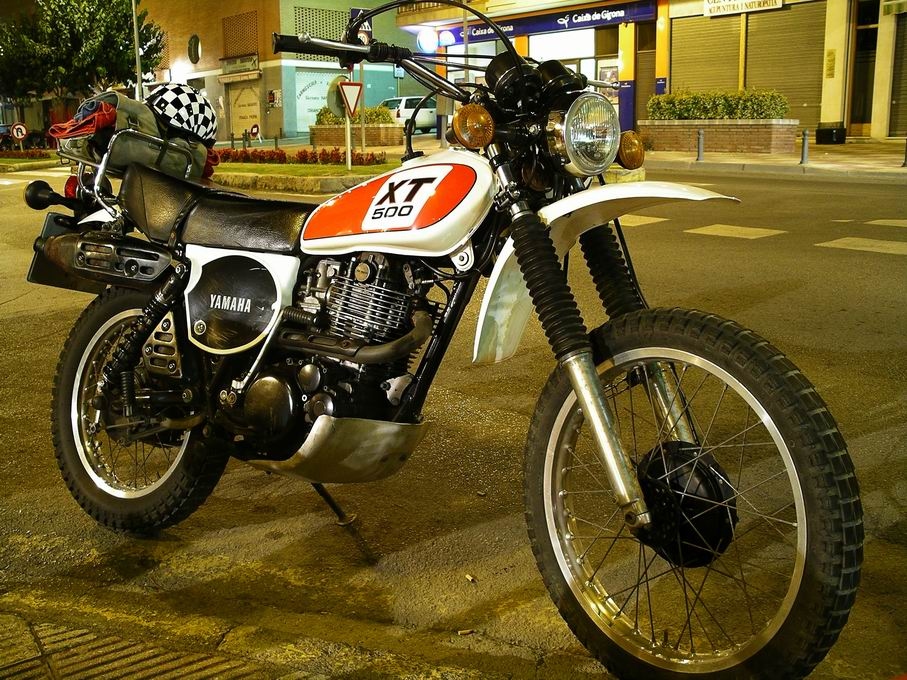
De Yamaha XT 500 zorgde in 1976 voor een definitieve doorbraak van offroad-motoren, dankzij de viertaktmotor, de betrouwbaarheid en de gebruiksvriendelijkheid.

Offroadmotor is een motorfietsclassificatie. 
Een offroadmotor is een motorfiets die is ontwikkeld voor het terrein en onverharde wegen. Hij is weliswaar wettelijk en technisch bruikbaar op de verharde weg, maar daar niet ideaal. Eigenlijk is de offroad een gebruiksvriendelijke uitvoering van de Enduromotor en daar ook vaak van afgeleid. 
In Nederland zijn er nog maar weinig gebieden waar legaal off road mag worden gereden. Deze gebieden liggen voornamelijk in het oosten en zuiden van het land.